# 布列亚区
布列亚区（俄语：Бурейский район）是俄罗斯联邦阿穆尔州下辖的一个区，其行政中心为新布列伊斯基。据2016年统计，该区的人口为21299人。